# 九千三百萬英里
《九千三百萬英里》（英語：93 Million Miles）是美國歌手、流行歌曲作詞者傑森·瑪耶茲所作的歌。其首先在2012年3月27日作為其第四張專輯中第二首推出之單曲發布於iTunes上，並在同年10月作為其第二首官方單曲發布。它由瑪耶茲、麥可爾·納特和麥克·達力填詞，並由喬伊·芝卡瑞李製作。
這首歌的標題《九千三百萬英里》同時也是太陽到地球的距離（約1.49億公里），有趣的是，歌曲中卻說「不論你在地球上的何處，你都可以稱之為家」（no matter where you are in the planet, you can call it home）。其MV由傑夫·克夫曼（Jeff Coffman）執導，並於瑪耶茲在科羅拉多州丹佛的紅岩露天劇場時錄製。

## 所獲獎項
| 排行榜（2012－13年）                      | 最高排名 |
| ----------------------------------------- | -------- |
| 巴西（《告示牌》巴西熱門百首單曲）        | 4        |
| 巴西（克勞利廣播分析）                    | 3        |
| 美國（《告示牌》Adult Alternative Songs） | 16       |
| 美國（《告示牌》Adult Pop Airplay）       | 25       |